# Theridion mehlum
Theridion mehlum är en spindelart som beskrevs av Roberts 1983. Theridion mehlum ingår i släktet Theridion och familjen klotspindlar.
Artens utbredningsområde är Aldabra. Inga underarter finns listade i Catalogue of Life.